# Eremisca shahyudiana
Eremisca shahyudiana är en tvåvingeart som beskrevs av Abbassian-lintzen 1964. Eremisca shahyudiana ingår i släktet Eremisca och familjen rovflugor. Inga underarter finns listade i Catalogue of Life.